# Symfonie nr. 7 (Arnell)
Richard Arnell werkte van 1996 tot 2005 aan zijn Symfonie nr. 7 "Mandela".
Het werk bleef uiteindelijk onvoltooid. De componist overleed in 2009. Hij wilde voortborduren op zijn Zesde symfonie, maar verslechtering van het zicht en gehoor leidden ertoe dat schetsen voor de symfonie niet tot een daadwerkelijk werk werden omgezet. Net op het moment dat het Britse  platenlabel Dutton Vocalion voor een kleine opleving in de belangstelling van Arnells werk zorgde, overleed de componist. Enige tijd daarvoor kreeg dirigent Martin Yates, van de opnamen van de andere symfonieën, het verzoek van de componist of hij nog wat met de schetsen kon doen. Yates werkte de beperkt voorhanden zijnde schetsen om en kon zo op 4 juni 2010 leiding geven aan het Scottish National Symphony Orchestra in de wereldpremière (voor wat betreft opname). Opvallend aan het werk is de strijd tussen twee sets aan pauken. Arnell had al wel aangegeven dat hij het werk opdroeg/zou opdragen aan Nelson Mandela vanwege diens 80-ste verjaardag; hij had er zelfs melding van gemaakt in een briefwisseling met (toen) president Mandela..
De symfonie bestaat uit drie delen met een soort prelude:
- Con moto - Maestoso
- Andante serioso
- Andante con moto e maestoso – Andante semplice – Maestoso – Adagio – A tempo piu mosso.

Arnell had voor hemzelf een raamwerk gezet met thema’s per deel:
1. Augury, aspirations, Youth (with battles)
2. Lament (to prison)
3. Release and conclusion with peace.